# Вершинин, Борис Иванович
Борис Иванович Вершинин (24 сентября 1932 — 30 августа 2009, Томск) — российский, советский педагог. Народный учитель СССР (1990).

## Биография
В 1957 году окончил физико-математический факультет Томского педагогического института.
Около 30 лет проработал учителем физики школы № 12 Томска.
Изобрёл 10 уникальных приборов для школьного физического практикума, на четыре из которых получены авторские свидетельства.

## Награды
- Народный учитель СССР (1990)
- Медаль «За доблестный труд в Великой Отечественной войне 1941—1945 гг.»
- Серебряная медаль ВДНХ
- Золотая медаль «За заслуги в области образования» Томского государственного педагогического университета

## Сочинения
- Мозг и обучение (недоступная ссылка). Томск. 1996.
- Состояние души (недоступная ссылка). Томск. 2005.